# Asylum (album av Disturbed)
Asylum är Disturbeds femte album som släpptes den 31 augusti 2010.

## Låtlista
1. "Remnants" - 2:43
2. "Asylum" - 4:36
3. "The Infection" - 4:08
4. "Warrior" - 3:24
5. "Another Way to Die" - 4:13
6. "Never Again" - 3:33
7. "The Animal" - 4:13
8. "Crucified" - 4:36
9. "Serpentine" - 4:09
10. "My Child" - 3:18
11. "Sacrifice" - 4:00
12. "Innocence" - 4:31
13. "ISHFWILF" - 5:26